# Drosophila medioparva
Drosophila medioparva är en tvåvingeart som beskrevs av Heed och Wheeler 1957. Drosophila medioparva ingår i släktet Drosophila och familjen daggflugor.
Artens utbredningsområde sträcker sig från Costa Rica till Colombia.